# The Lurking Horror
The Lurking Horror ist ein Computerspiel der US-amerikanischen Firma Infocom aus dem Jahr 1987. Es gehört zum Genre der Textadventures und basiert auf literarischen Motiven des Schriftstellers H. P. Lovecraft.

## Handlung
Die Handlung im Stil einer Phantastik- und Horrorgeschichte spielt während eines Schneesturms auf dem Campus der fiktiven Universität George Underwood Edwards Institute of Technology (G.U.E. Tech). Der Spieler in der Rolle eines Studenten der G.U.E. Tech. arbeitet an einem PC im Rechenzentrum an seiner Seminararbeit. Auf unerklärliche Weise wird seine Datei aber durch einen Text des mysteriösen Department of Alchemy überschrieben. Der Spieler muss versuchen, seine Seminararbeit zu retten. Auf seinen Erkundungen durch die Kellergewölbe der Universität passieren unheimliche, übernatürliche Ereignisse. Er trifft auf verschiedene phantastische Kreaturen, stößt auf Hinweise zu einem früheren Selbstmord auf dem Campus und muss zahlreiche Rätsel lösen.

## Spielprinzip
The Lurking Horror ist ein Textadventure, das heißt, Umgebung und Geschehnisse werden als Bildschirmtext ausgegeben und die Visualisierung obliegt zum größten Teil der Fantasie des Spielers. Die Steuerung der Spielfigur erfolgt über Befehle, die der Spieler mittels der Tastatur eingibt und die von einem Parser abgearbeitet werden. Die Befehle sind in natürlicher Sprache gehalten und lassen den Spielcharakter mit seiner Umwelt interagieren. Der Spieler kann sich so durch die Spielwelt bewegen, Gegenstände finden, sie auf die Umgebung oder andere Gegenstände anwenden und mit NPCs kommunizieren. Mit fortschreitendem Handlungsverlauf werden weitere Orte der Spielwelt freigeschaltet. Auf einigen Plattformen gibt es kurze Soundeffekte, um die Spannung zu erhöhen.

## Entwicklungs- und Produktionsdetails
Entwickelt wurde das Spiel auf Basis der Z-machine; die Umsetzung erfolgte u. a. für Atari-8-Bit, C 64, DOS, Atari ST, Amstrad, Amiga, Mac OS und Apple II. Entwickler war Dave Lebling. Die Packungsbeilage des Adventures enthält Unterlagen für Studienanfänger an der G.U.E., zum Beispiel einen Campus-Plan und Informationen über die Uni.

## Rezeption
In deutschen Spielerezensionen der 1980er-Jahre wurden unter anderem die spannende Handlung und der für Infocom typische, hervorragende Text-Parser gewürdigt. Das Adventure wurde in einem Testbericht mit 88 von 100 Wertungspunkten bewertet.
Rückblickend wurde The Lurking Horror in den 2000er-Jahren von einer US-amerikanischen Computerzeitschrift in eine Liste der "Top 10 Scariest Games" aufgenommen. Das vorzügliche Adventure ("a great example of the lost art of the text adventure") ziehe den Spieler in eine brillante, imaginäre Welt, ähnlich wie beim Lesen eines fesselnden Romans. Eine Untersuchung zur Computerspielgeschichte und -theorie aus dem Jahr 2006 differenzierte: Einerseits sei "The Lurking Horror" ein gut spielbares Adventure, das den Spieler vor faire Aufgaben stelle. Auf der anderen Seite sei mehr möglich gewesen ("… it still feels like a bit of a missed opportunity"). Die inhaltliche Fokussierung auf Phantastik- und Horrorelemente nach Motiven von H.P.Lovecraft würde nur bedingt zu der weiteren Intention des Spieleentwicklers passen, mit dem fiktiven „George Underwood Edwards Institute of Technology“ eine Art Abbild des berühmten Massachusetts Institute of Technology zu schaffen (an dem Spieleentwickler Lebling selbst studiert hatte).